# 円心会館
国際空手道円心会館（こくさいからてどうえんしんかいかん）は、アメリカ合衆国コロラド州デンバーに総本部を置くフルコンタクト系の空手団体。館長は極真会館主催の第10回全日本大会チャンピオンである二宮城光。1988年設立以降、世界33ヶ国で支部を展開している。

## 概要
芦原会館米国本部長（当時）の二宮城光が独立し設立した。二宮自ら各国で円心メソッドセミナーを開催し、国内には全日本大会（毎年）と九州大会（隔年）に出席の為、来日する。
芦原会館から離れたサバキ系空手流派の中では最もメジャーな存在。毎年4月にはSABAKI CHALLENGE（サバキ・チャレンジ）という世界大会をアメリカで主催する。10月には全日本大会(2022年より開催地が大阪より福岡に移る)をサバキ系流派の中では唯一大きな大会を開催しているのも特徴である。
世界大会及び全日本大会は他流派が参加可能なオープントーメントである。地方大会は各地区本部が開催しており、2006年より九州大会にて少年部をオープントーナメント制に、2011年に一般アドバンスもオープントーナメントとした。以降、円心会館主催の地方大会においてオープントーナメント化が九州大会を皮切りに増加しつつある。
試合ルールもサバキの概念（相手を制圧する）が重視されており、相手を片手もしくは（正中線の片側を）両手で4秒より少し前ぐらいの時間掴むことを認め、タイミングによる投げと足払いでもポイントが付く。掴み（引き回し）ながらの崩しや死角からの打撃が円心空手の醍醐味である。
尚、関節技・絞め技・寝技・手による顔面への攻撃は反則となる。
2012年には、IBMA極真会館増田道場主宰増田章師範の提唱する掴み・投げ有りのフリースタイル空手の大会「FREESTYLE KARATE CHAMPIONSHIPS，TOKYO OPEN」に水木重静選手が無差別級に出場し、サバキを駆使した組手で全試合圧倒的なポイント差をつけて優勝し、円心空手の有効性を証明した。

## 書籍
- 平成の宮本武蔵二宮城光 - eブックランド ISBN 4902887533
- KARATE 円心メソッド - 東邦出版 ISBN 4809407233